# 山薺
山薺（学名：Draba nemorosa），《中國植物誌》稱為葶藶，为十字花科山薺屬下的一个种。

## 扩展阅读
- 維基物種上的相關：山薺

## 延伸阅读
[在维基数据编辑]
 《欽定古今圖書集成·博物彙編·草木典·葶藶部》，出自陈梦雷《古今圖書集成》
 《植物名實圖考·葶藶》，出自吳其濬《植物名實圖考》